# Eucharassus nisseri
Eucharassus nisseri là một loài bọ cánh cứng trong họ Cerambycidae.